# Pezotettix
A Pezotettix a sáskafélék rendszertani családjának egyik neme. Az ide tartozó fajok Európában, a Közel-Keleten és Észak-Afrikában élnek.

## Fajok
A genusba 9 faj tartozik. Magyarországon a kis hegyisáska képviseli.
1. Pezotettix anatolica Uvarov, 1934
2. Pezotettix cotti Dirsh, 1949
3. Pezotettix curvicerca Uvarov, 1934
4. Pezotettix cypria Dirsh, 1949
5. Pezotettix giornae Rossi, 1794 - kis hegyisáska (típusfaj)
6. Pezotettix judaica Uvarov, 1934
7. Pezotettix lagoi Jannone, 1936
8. Pezotettix platycerca Stål, 1876
9. Pezotettix sorbinii Massa & Fontana, 1998